# Strapse

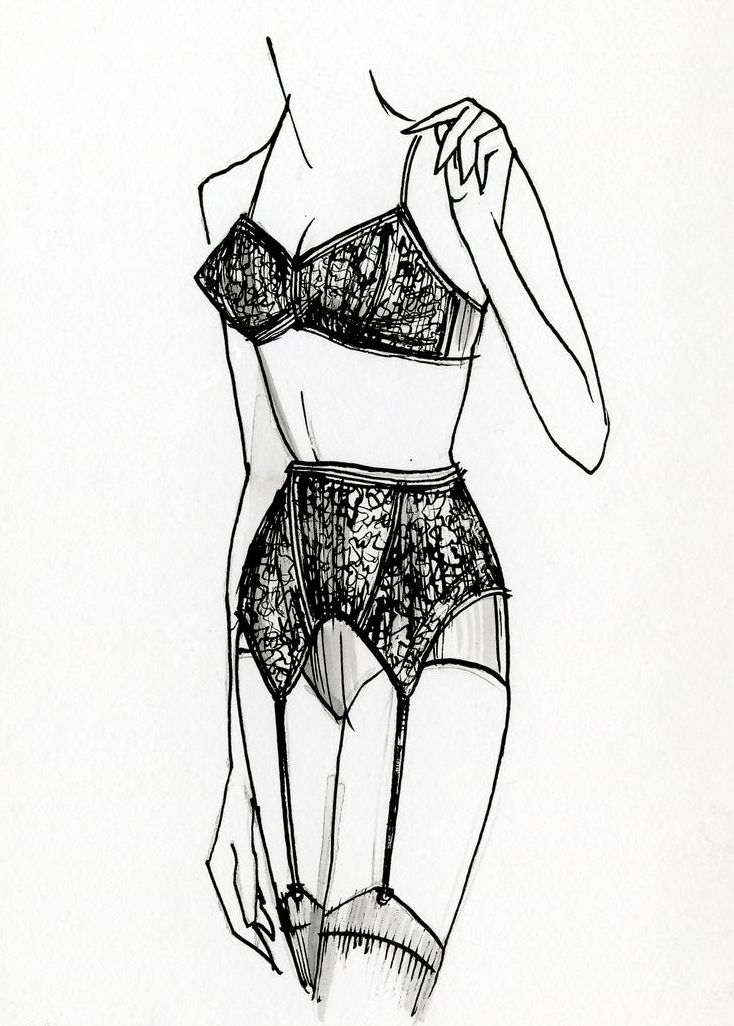
Strapse

Strapse (vermutlich ursprünglich plural zu Strapp ‚Strick‘ oder von englisch strap ‚Bändchen‘, ‚Halter‘) sind spezielle Strumpfhalter in Form elastischer Bändchen mit einer Spange, die an Dessous zur Befestigung von Feinstrümpfen angebracht sind.

## Geschichte
Bereits in alemannischen Frauengräbern aus dem 4. bis 7. Jahrhundert wurden Schnallen zur Befestigung von Wadenbinden gefunden. Aus einer Graböffnung von Heinrich VI. (1190–1197) ist ein seidener, in Knoten geschlungener Gürtel mit mehreren grünen und roten seidenen Schnüren bekannt, die erst durch den Rock gezogen, dann an Löchern der Strümpfe befestigt waren.
Auf einem Bild aus dem 12. Jahrhundert kann man erkennen, wie Beinlinge an einem Bruchgürtel befestigt sind. 
Erst um 1900 kamen Strapse zur einzelnen oder paarweisen Befestigung an Korsett oder Hüftgürtel in der Frauenkleidung auf. Noch bis in die 1960er Jahre wurden Bändchen bei Kindern zur Befestigung von Wollstrümpfen am Leibchen verwendet. Weite Verbreitung fanden Strumpfhalter mit der Verfügbarkeit von Nylonstrümpfen. Sie waren damals meist an Miedern oder Hüfthaltern befestigt. In den 1960er Jahren wurden sie durch die Strumpfhose beinahe völlig verdrängt. Sie werden jedoch inzwischen aus erotischen Gründen wieder häufiger verwendet.

## Befestigung
Dessous, an denen sie angebracht sein können, sind Corsage, Torselett, Korsett, manchmal auch Body und selten Slip. Mit dem Strapsgürtel gibt es aber auch ein eigenständiges Dessous, dessen einziger Zweck das Festhalten der Strümpfe mit Strapsen ist.
Strumpf und Strapse können auf zwei Arten verbunden werden: Meistens befindet sich am unteren Ende des Bändchens eine Öse und ein Knopf. Zur Befestigung wird der Knopf zwischen Bein und dem Abschluss des Strumpfs geschoben und dann die Öse so darüber gelegt, dass der Abschluss zwischen Knopf und Öse liegt und sich der Knopf in der großen Öffnung der Öse befindet. Dann wird die Öse zurückgezogen, so dass der Knopf einrastet. Manchmal wird auch eine gewöhnliche Klammer verwendet, die einfach am Strumpf angeklipst wird.

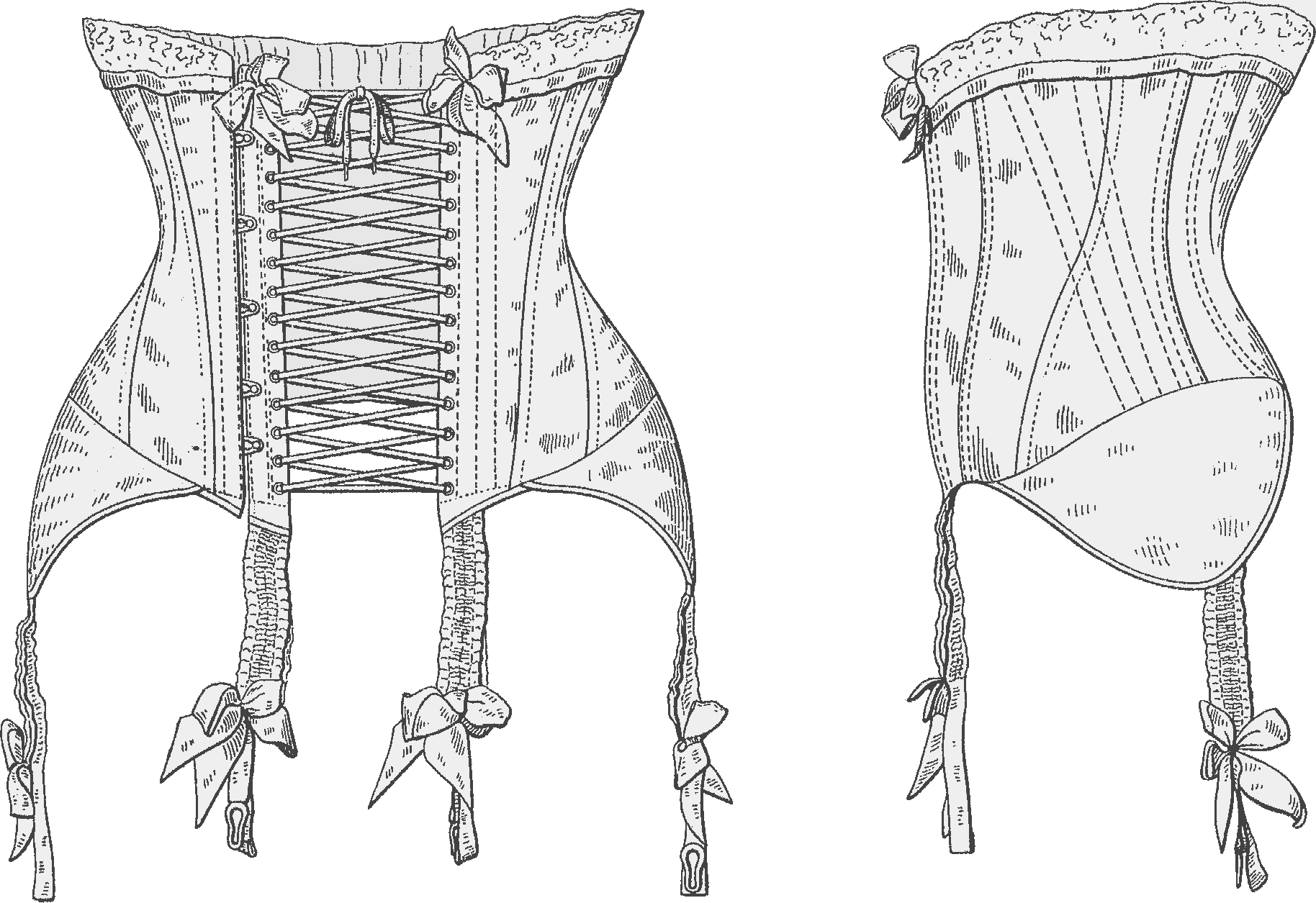
Korsett mit Strapsen, 1903
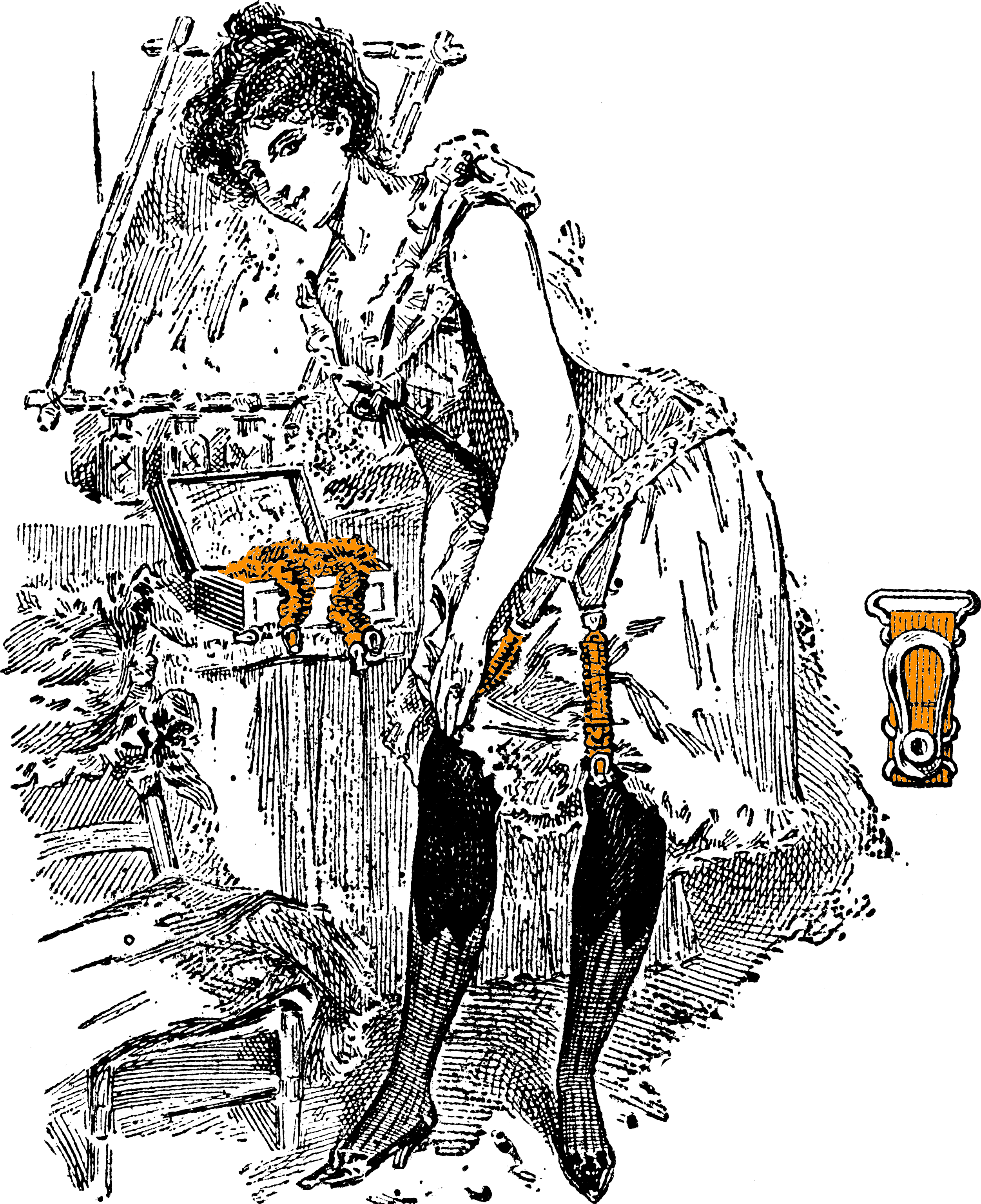
Strapse, in: Les Dessous Élégants, Jg. 4, Nr. 8, 1904
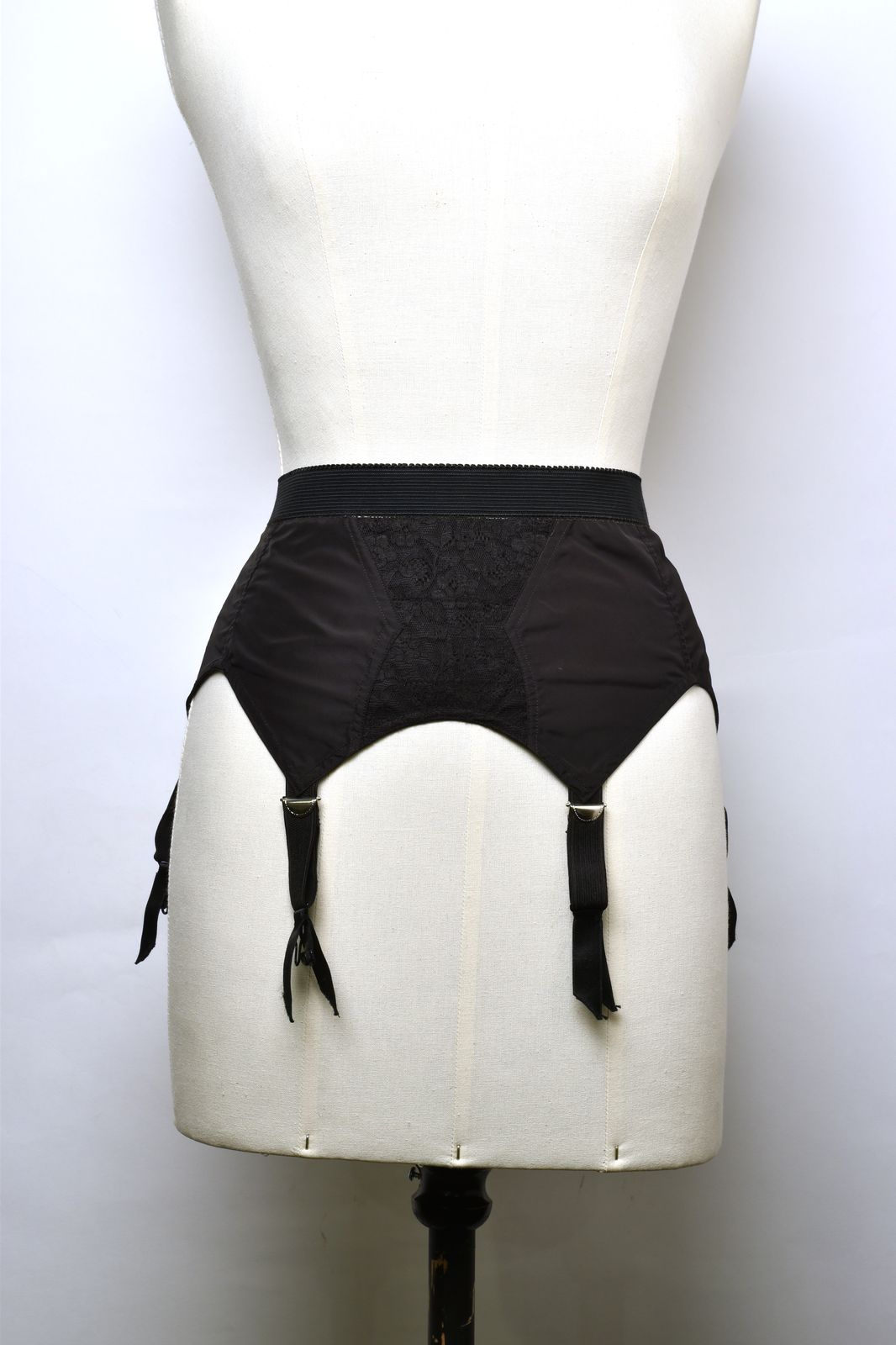
Strapsgürtel, ca. 1955 bis 1965
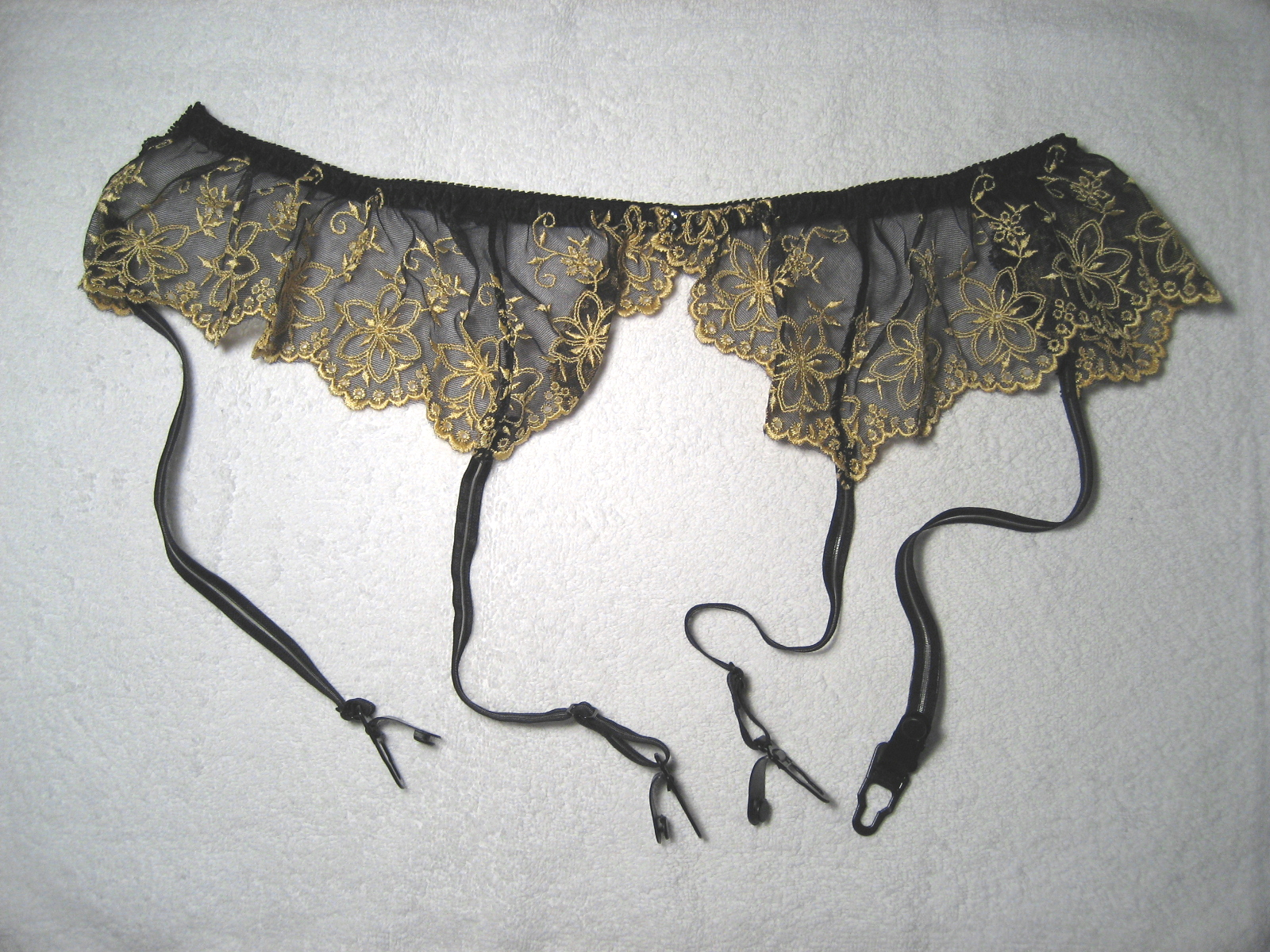
Hüftgürtel mit Strapsen, 2006
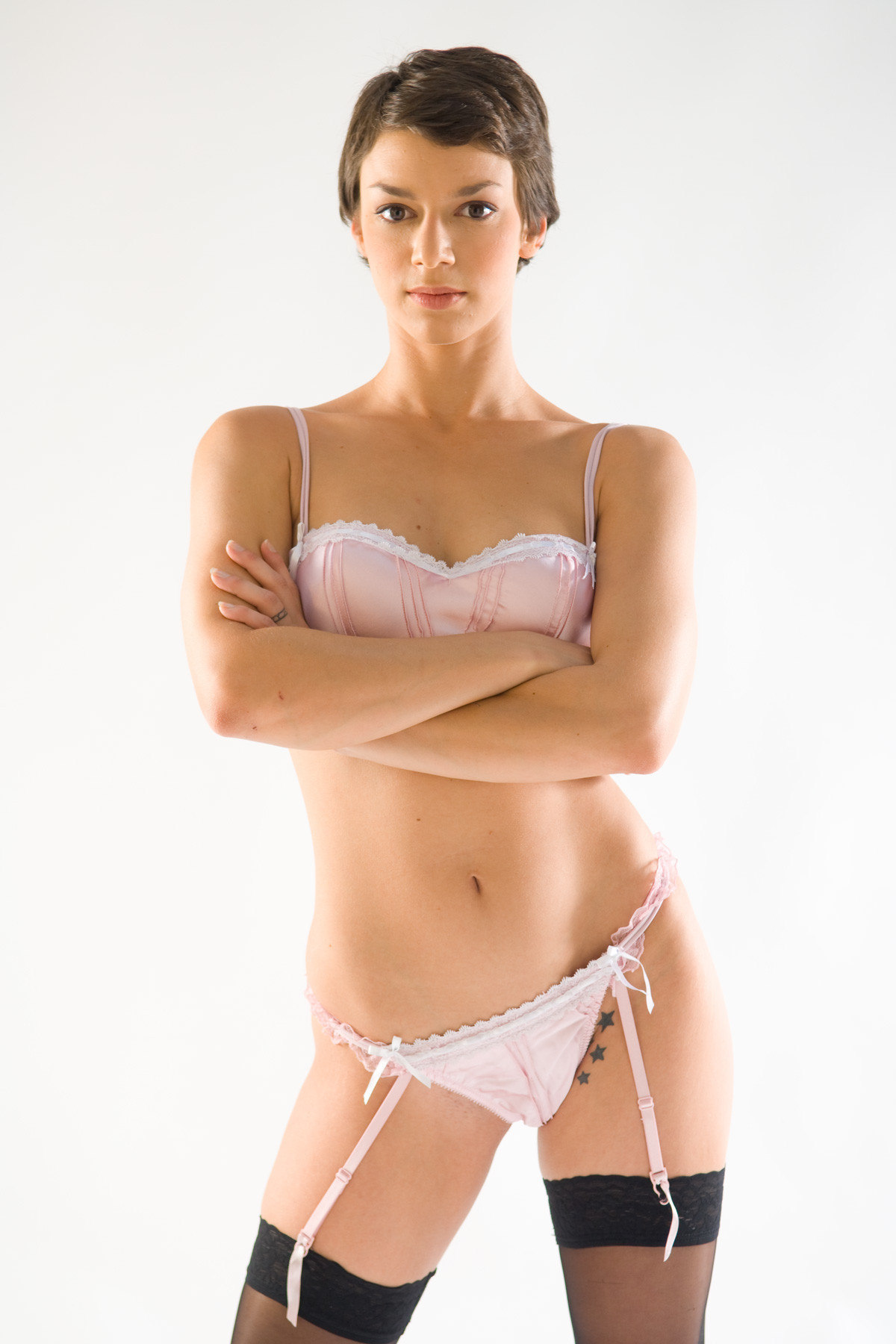
Strapse am Slip befestigt, ca. 2017